# Crònica (diari)
Crònica (o Crònica Econòmica d'Andorra) va ser un diari econòmic andorrà nascut el 2012 i publicat fins a desembre de 2017 de la mà del grup editorial La Veu del Poble, responsable dels diaris Bondia Andorra i Més Andorra, presidit per Carles Naudi d’Areny-Plandolit. El diari va tenir una periodicitat mensual, i se centrava exclusivament en la informació relativa a l'economia andorrana. La distribució fou en paper de forma gratuïta i directament a empresariat i professionals i en diferents punts de distribució, com ara entitats bancàries, consultoris mèdics o d'advocats, i va comptar amb el suport d'Andbank, Banca Privada. També se'n pot trobar una part de l'hemeroteca al web del diari gratuït Bondia del mateix grup en format PDF, tot i que en aquest cas de pagament. La seva presentació va comptar amb una assistència d'unes 120 persones de la societat econòmica andorrana, atès que es feu coincidir amb una conferència de l'empresari i broker català Josef Ajram. L'any 2015 el càrrec de redactor estava ocupat per Julià Rodríguez i el seu director n'era Marc Segalés.